# Riu Clyde
El riu Clyde (Cluaidh en gaèlic escocès) és un dels rius principals d'Escòcia. S'estén al llarg de 176 km, el que el converteix en el desè riu més llarg del Regne Unit, i el tercer d'Escòcia. Travessa la ciutat de Glasgow, sent possiblement el riu més important per la construcció de vaixells i pel comerç de l'Imperi Britànic.

## Galeria

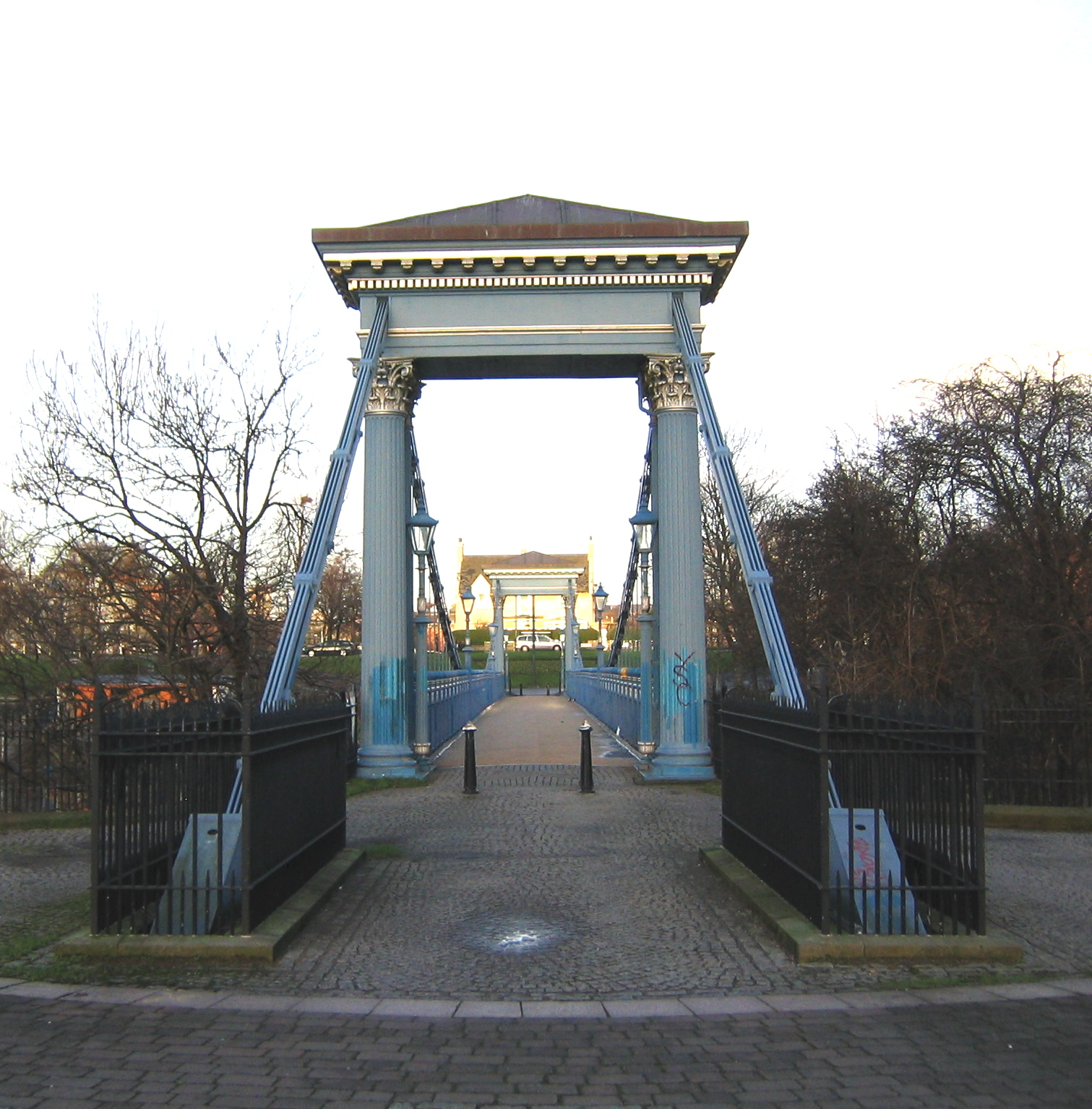
Pont de vianants Saint Andrews.
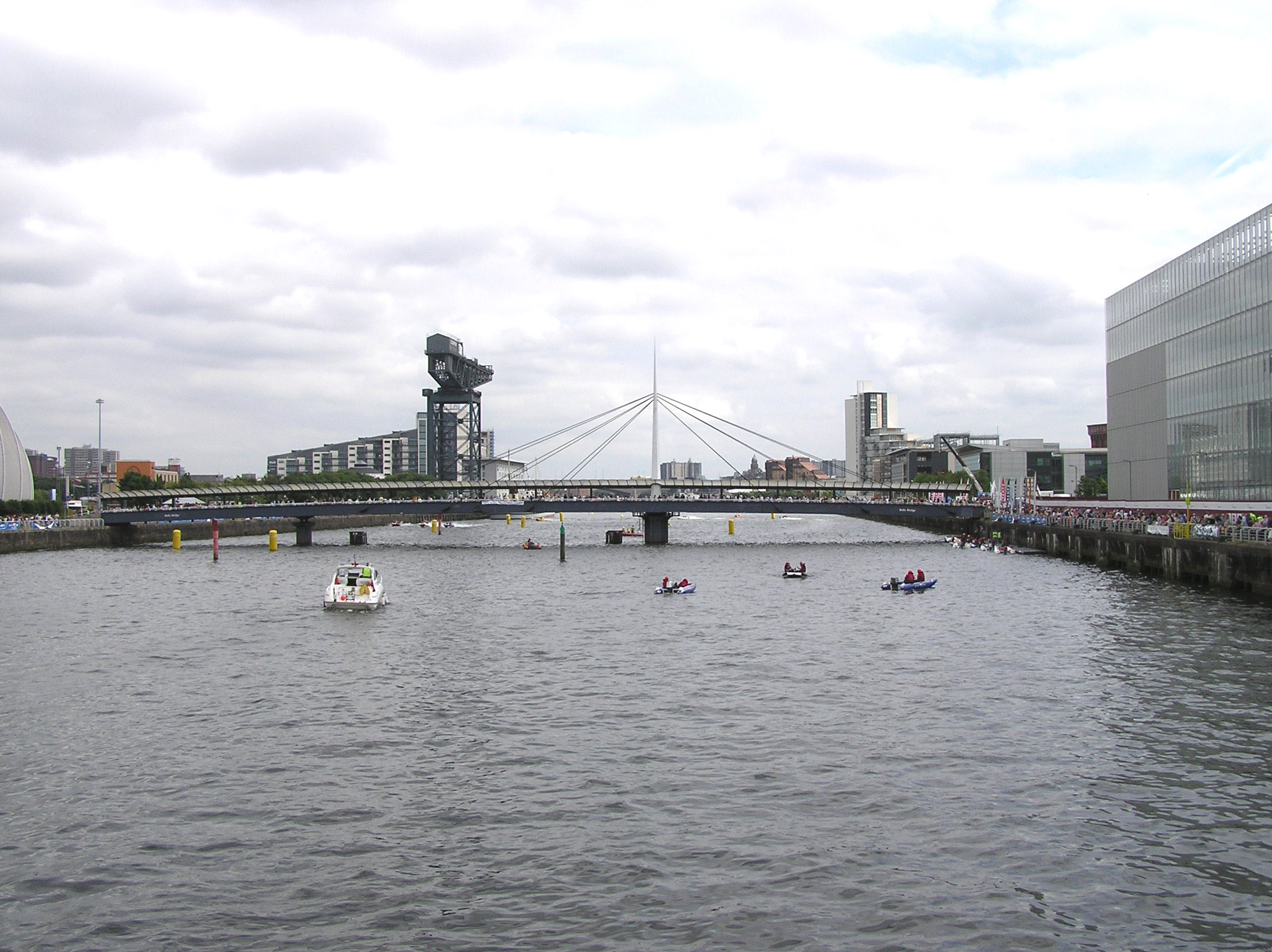
Pont Bells.
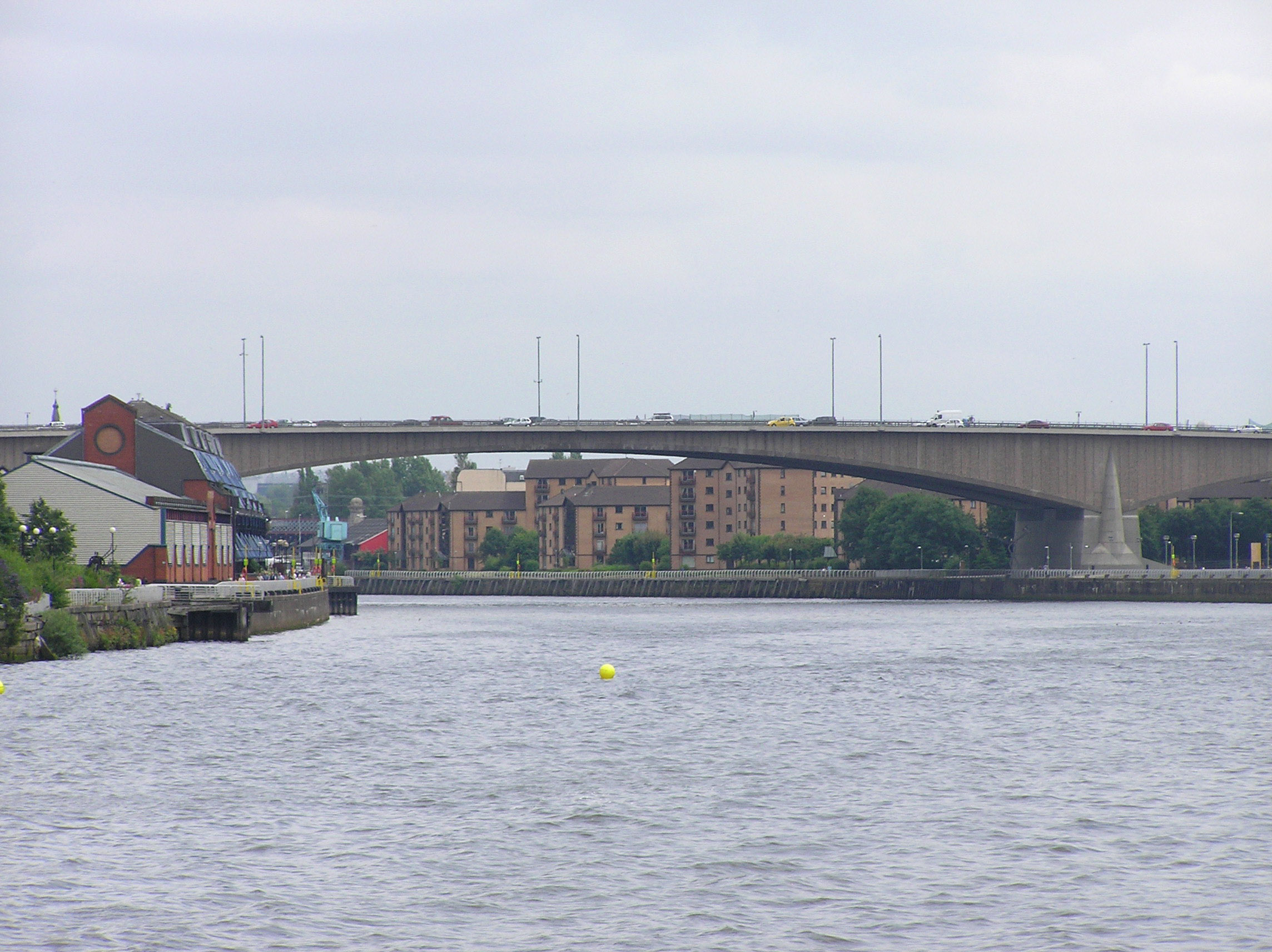
Vista del riu Clyde al seu pas per Glasgow.
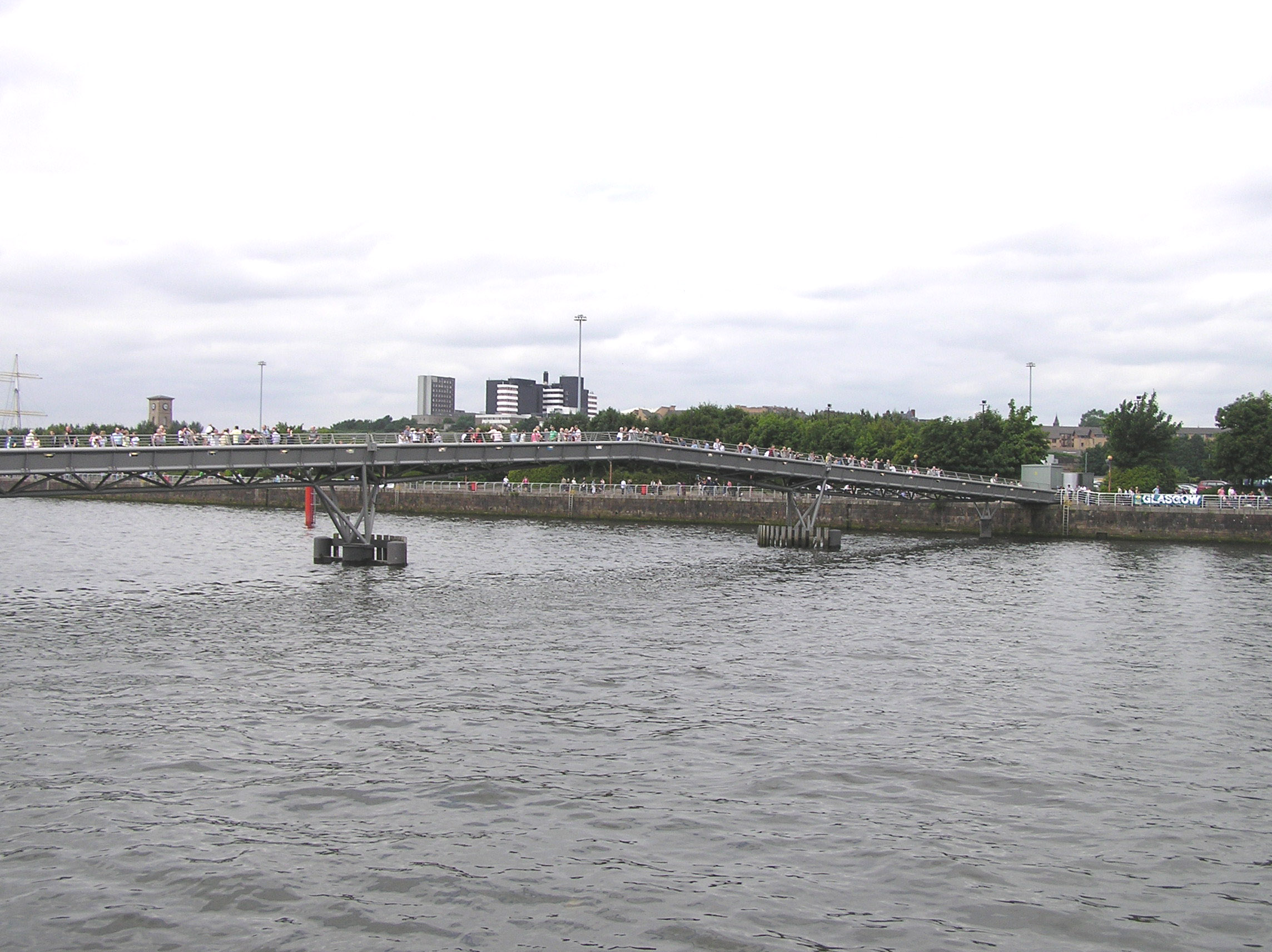
Millennium Bridge
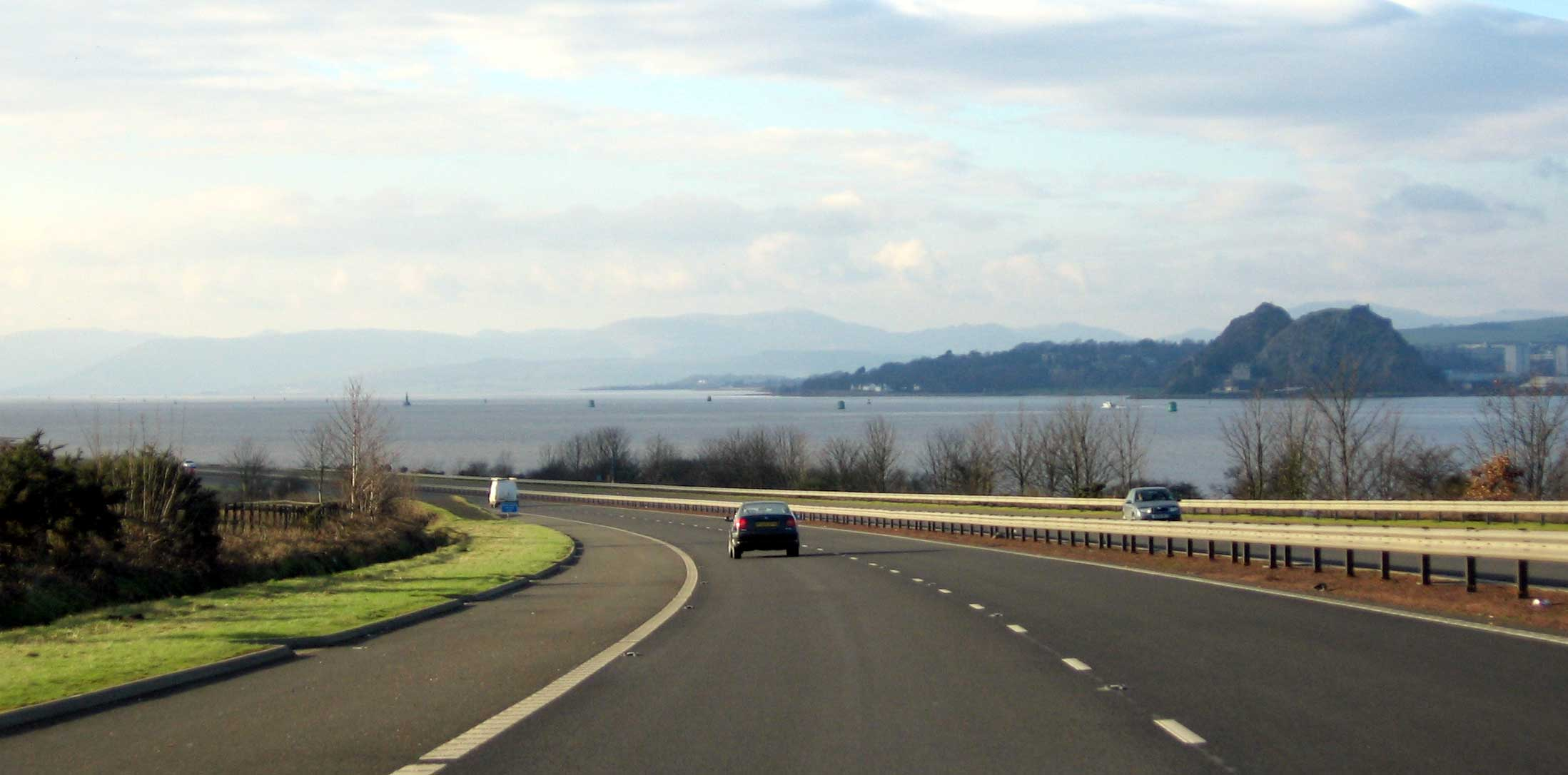
L'estuari s'obra fins més enllà de Dumbarton
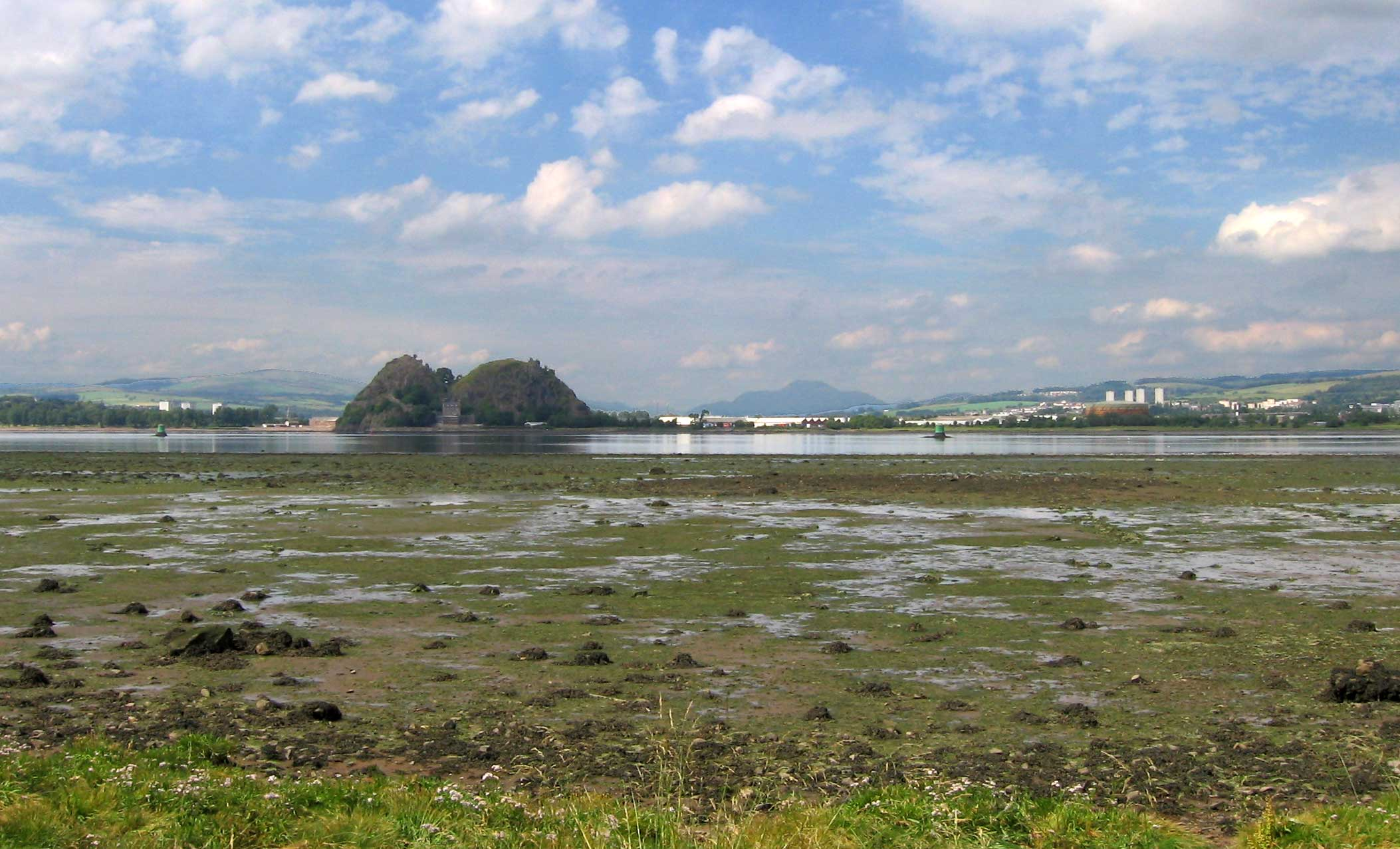
Vista de Dumbarton amb la marea baixa.
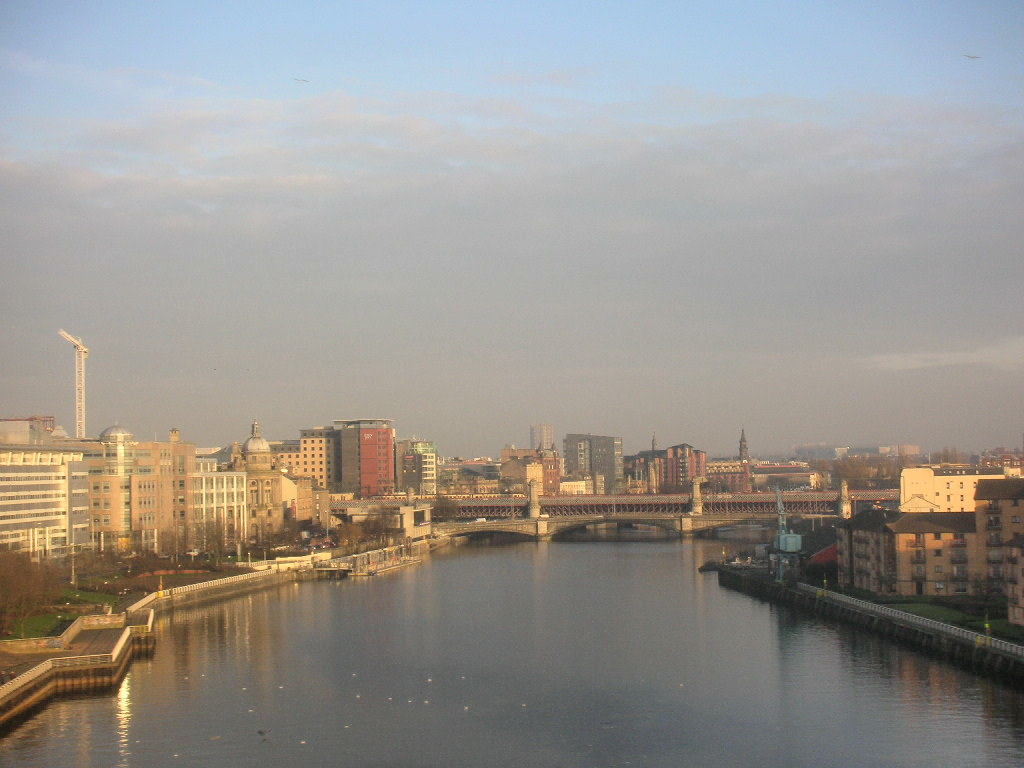
Vista cap a l'est del Districte Central de Glasgow.
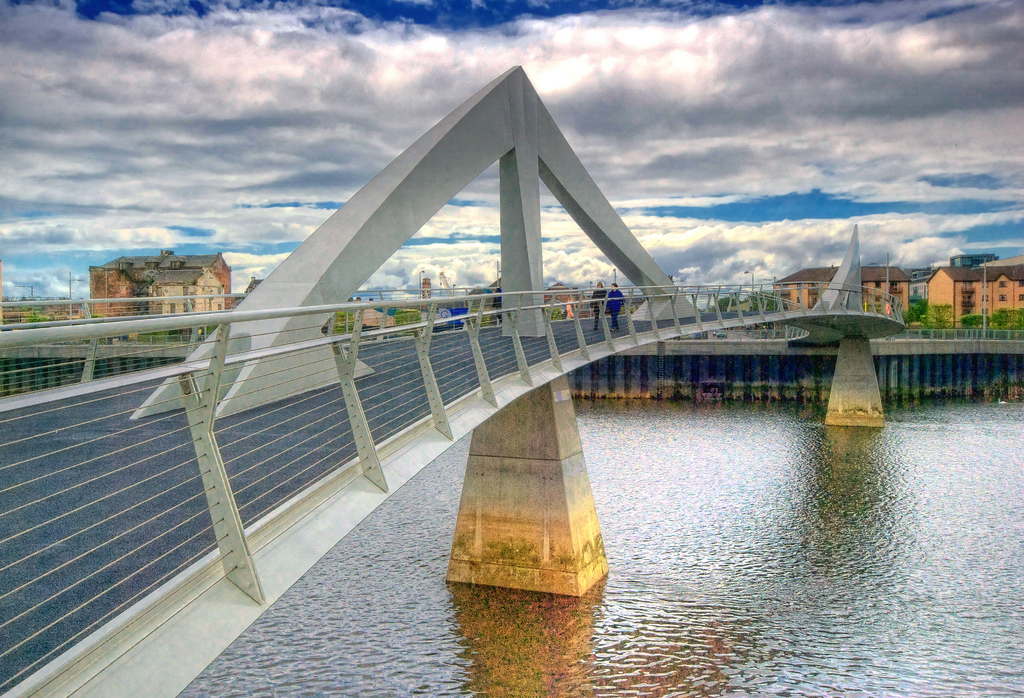
Vista sud del pont Tradeston.